# El Portillo de González
El Portillo de González är en ort i Honduras.   Den ligger i departementet Departamento de Yoro, i den västra delen av landet, 140 km norr om huvudstaden Tegucigalpa. El Portillo de González ligger 177 meter över havet och antalet invånare är 958.
Terrängen runt El Portillo de González är varierad. Runt El Portillo de González är det ganska glesbefolkat, med 34 invånare per kvadratkilometer. Närmaste större samhälle är Morazán, 3,7 km norr om El Portillo de González. 